# Sophie von Württemberg (1818–1877)

Prinzessin Sophie von Württemberg

Sophie Friederike Mathilde Prinzessin von Württemberg (* 17. Juni 1818 in Stuttgart; † 3. Juni 1877 in Huis ten Bosch) war als erste Ehefrau des niederländischen Königs Wilhelm III. von 1849 bis 1877 Königin der Niederlande.

## Leben

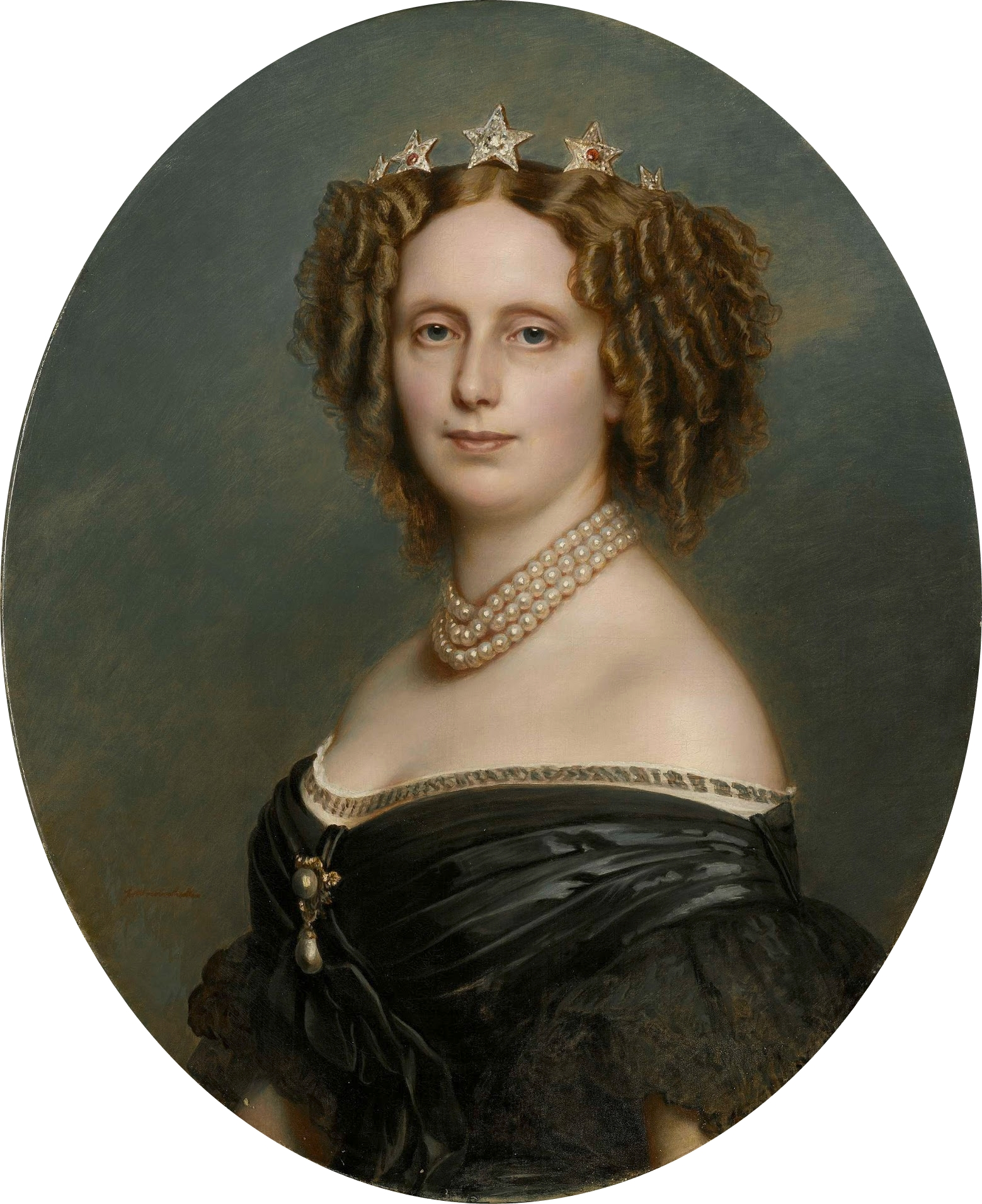
Sophie, Königin der Niederlande

Geboren als Tochter von König Wilhelm I. von Württemberg und der russischen Großfürstin Katharina Pawlowna, wurde sie von ihrer Tante aufgezogen, da ihre Mutter kurz nach ihrer Geburt gestorben war. Als Sprachlehrer, insbesondere des Niederländischen, wirkte der Nationalökonom Heinrich Friedrich Osiander.
Am 18. Juni 1839, einen Tag nach ihrem 21. Geburtstag, heiratete sie in Stuttgart ihren Cousin Wilhelm, Prinz von Oranien. Die Ehe, aus der drei Söhne hervorgingen, war ausgesprochen unglücklich, und Sophie verbrachte viel Zeit bei ihrer Familie in Stuttgart.
Sophie führte einen regen Briefwechsel mit Staatsoberhäuptern und anderen bekannten Zeitgenossen. Ihre Korrespondenz mit Lady Malet wurde von der Schriftstellerin Hella Haasse herausgegeben.
Alle drei Söhne Sophies und Wilhelms starben vor ihrem Vater, der nach Sophies Tod die wesentlich jüngere Prinzessin Emma zu Waldeck und Pyrmont heiratete. Aus Wilhelms zweiter Ehe stammt die spätere Königin Wilhelmina.

## Nachkommen

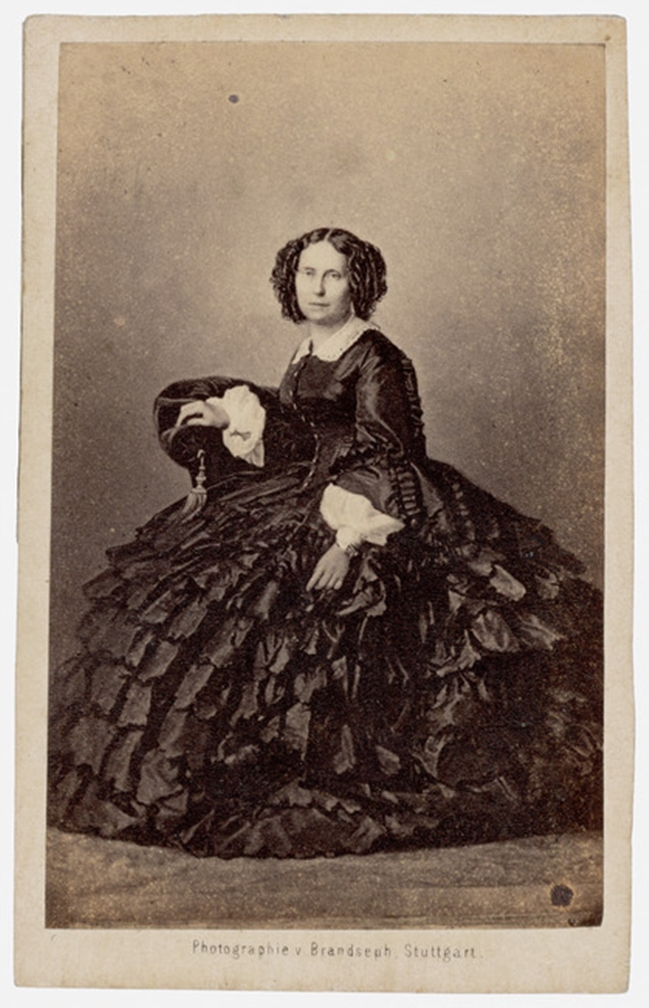
Königin Sophie der Niederlande. Kabinettfotografie, Hofphotograph Brandseph, Stuttgart

- Wilhelm (* 4. September 1840; † 11. Juni 1879), Kronprinz der Niederlande (1849–1879)
- Moritz (* 15. September 1843; † 4. Juni 1850), Prinz von Oranien-Nassau
- Alexander (* 25. August 1851; † 21. Juni 1884), Kronprinz der Niederlande (1879–1884)